# Georges Schmit
Georges Schmit (ur. 17 sierpnia 1904 w Bettembourgu, zm. 27 września 1978 w Luksemburgu) – luksemburski lekkoatleta, sprinter. Uczestnik Igrzysk Olimpijskich 1928.
Podczas Igrzysk Olimpijskich w Amsterdamie w 1928 roku brał udział w biegu na 100 metrów. W swoim biegu eliminacyjnym zajął ostatnie, szóste miejsce i nie awansował do ćwierćfinału. Zawodnik był także chorążym reprezentacji Luksemburga podczas ceremonii otwarcia igrzysk.